# Tormafölde
Tormafölde è un comune dell'Ungheria di 425 abitanti (dati 2001). È situato nella contea di Zala.